# Vườn quốc gia Cape Arid
Vườn quốc gia Cape Arid là một vườn quốc gia ở Tây Úc, Úc.